# 程試
程試（1549年—？），字子躍，號荃洲，直隸真定府新河縣人，民籍，明朝政治人物。

## 生平
萬曆七年（1579年）己卯科順天府鄉試第十三名，萬曆十一年（1583年）癸未科會試第 一百八十五名，登三甲第二百五十八名進士。吏部觀政，本年养病，十三年授山东寿光知县，二十一年升工部主事，二十三年差荆州抽分，二十五年升员外郎，二十六年升郎中，本年升饶州知府，二十九年考察調簡，本年補登州知府，三十二年致仕。

## 家族
曾祖程文；祖父程敬；父程克清。母張氏。